# Lucien Wercollier
Lucien Wercollier (Lussemburgo, 26 luglio 1908 – Lussemburgo, 24 aprile 2002) è stato uno scultore lussemburghese.

## Biografia e repertorio artistico
Come scultore ha lavorato principalmente il bronzo e il marmo, alcune delle sue opere sono state scolpite in legno, alabastro, pietra e onice. I suoi monumenti pubblici in bronzo e marmo sono di particolare importanza. Le opere di Wercollier sono esposte in luoghi pubblici e musei in Belgio, Francia, Germania, Israele, Lussemburgo, Svizzera e Stati Uniti d'America.
Durante l'occupazione tedesca del Lussemburgo nella seconda guerra mondiale, Wercollier rifiutò di unirsi al Reichskulturkammer, l'organizzazione nazista che assicurava che tutte le opere degli artisti fossero di uno spirito accettabilmente "ariano". Questo rifiuto lo mise in contrasto con le forze d'occupazione naziste e, quando partecipò allo sciopero nazionale del 1942, fu arrestato il 4 settembre. Wercollier fu imprigionato per la prima volta nell'abbazia di Neumünster, nella città di Lussemburgo. Oggi l'Abbazia ospita il "Chiostro di Lucien Wercollier", dove sono esposte in modo permanente molte opere della sua collezione privata. Nel 1965, quando a Wiltz venne inaugurato il monumento nazionale a forma di faro (con cui ottenne il titolo di "città martirizzata" per la forte veemenza dei tedeschi quando si schierò contro di essi), Wercollier creò i due rilievi sul faro che oggi sono visibili.
Fu poi trasferito nel campo di concentramento di Hinzert in Germania. Il campo, situato a soli 30 chilometri dal confine con il Lussemburgo, era uno dei principali siti dove venivano inviati i leader della resistenza del Lussemburgo. Oggi, una delle sue sculture in bronzo più famose si trova sul terreno del campo di concentramento di Hinzert, dove onora i prigionieri e gli assassinati.
In seguito fu trasferito a Lublino nella Polonia occupata dalla Germania, tornando in Lussemburgo dopo essere stato liberato alla fine della guerra. Nel 1954 fu uno dei membri fondatori di Iconomaques, un gruppo di artisti lussemburghesi desiderosi di promuovere l'arte astratta.
Il suo monumento in bronzo Interpénétration si trova al Palazzo d'Europa a Strasburgo. La scultura che si trova di fronte alla Corte di giustizia europea nella città di Lussemburgo è stata messa in evidenza nel francobollo lussemburghese da otto franchi nel 1974. Un'altra opera ben nota è il suo monumento in marmo La Vague ("L'Onda"), situato sulla base dell'Ospedale Neuro-Psichiatrico "Centre hospitalier neuro-psychiatrique" di Ettelbruck, nel Lussemburgo.

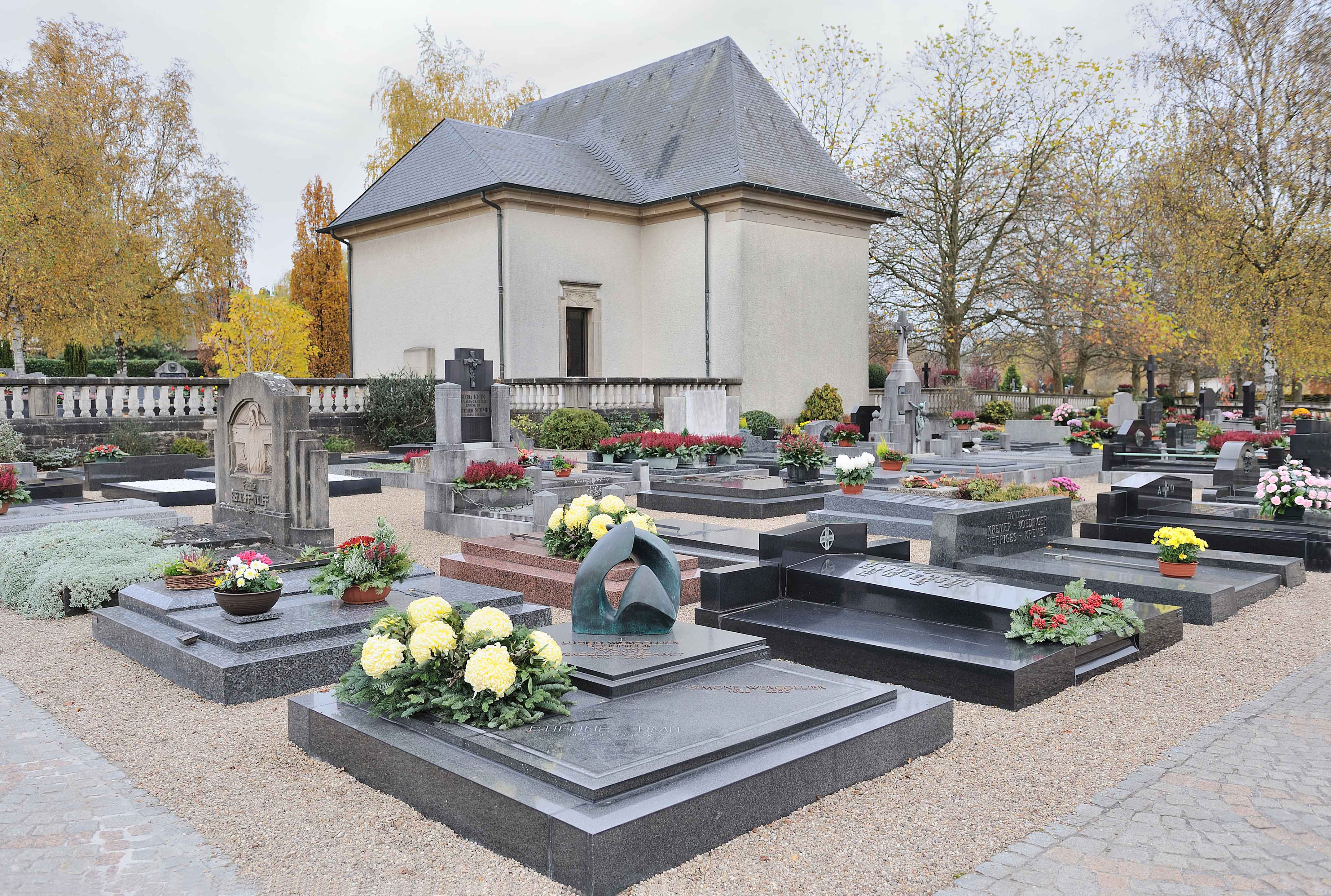
La tomba di Lucien Wercollier al cimitero Notre-Dame della città di Lussemburgo

Quando le nazioni di tutto il mondo hanno distribuito doni di opere d'arte esposte al Kennedy Center di Washington, il governo lussemburghese ha donato la scultura di Wercollier l'Ascension come dono per onorare John F. Kennedy. Un altro notevole lavoro di Wercollier è la scultura Altius ("Più Alto") - un tributo allo sport del salto con l'asta - che si trova nel giardino delle sculture olimpiche al Museo olimpico di Losanna, in Svizzera.
Tra le sue opere più famose vi sono le sculture che rappresentano l'occupazione nazista del Lussemburgo durante la seconda guerra mondiale. Ad esempio, il suo bronzo Le Prisonnier politique si trova al monumento nazionale alla resistenza e alla deportazione nel cimitero di Notre-Dame della città di Lussemburgo e al cimitero di Notre-Dame di Limpertsberg. Le opere sono inoltre esposte al Museo nazionale della Resistenza di Esch-sur-Alzette.
Lucien Wercollier ha anche progettato la scultura che viene consegnata ai destinatari del premio Vision for Europe Award.

## Opere

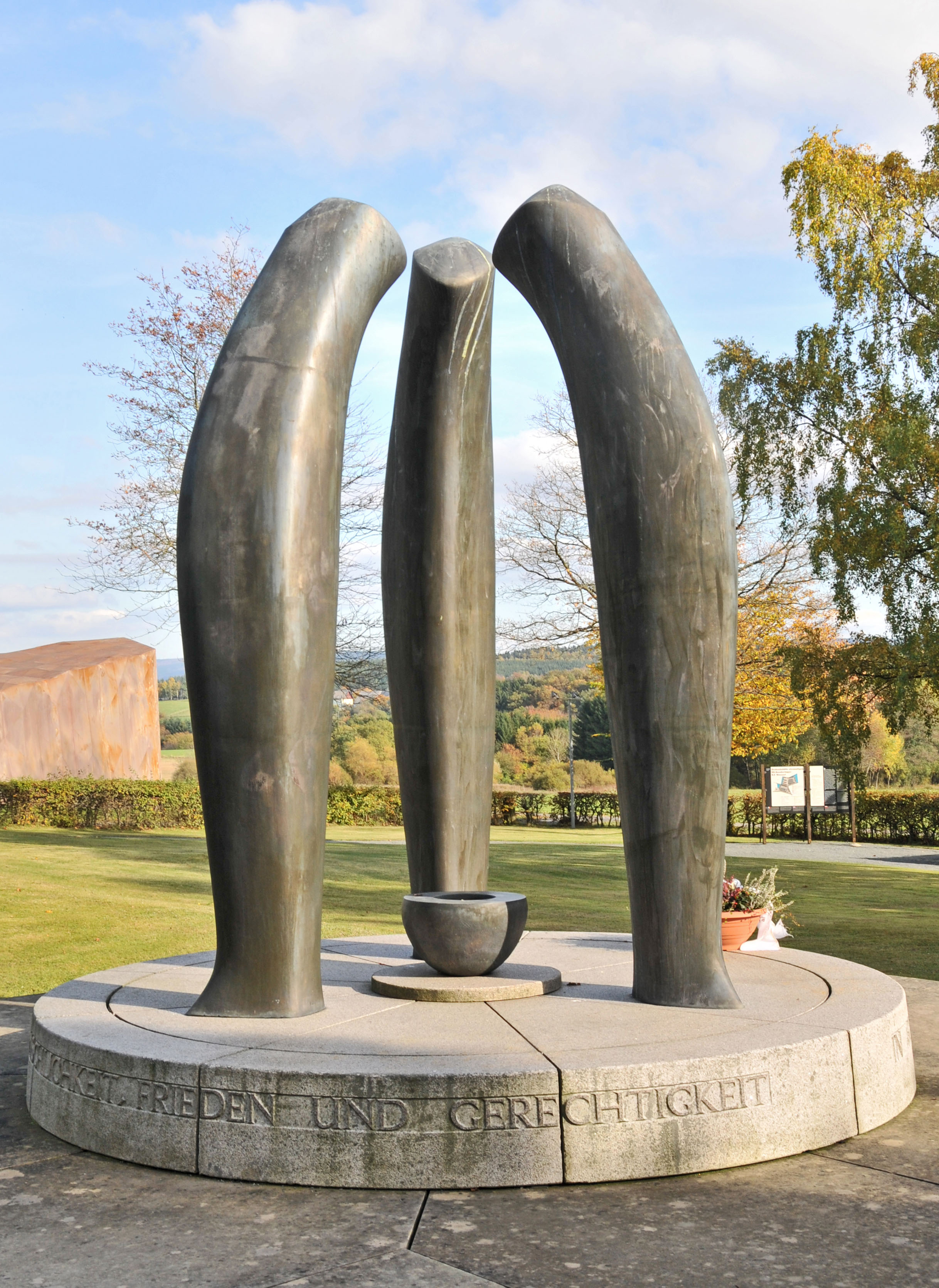
Bronzo monumentale di Wercollier sul sito dell'ex campo di concentramento di Hinzert vicino a Treviri.
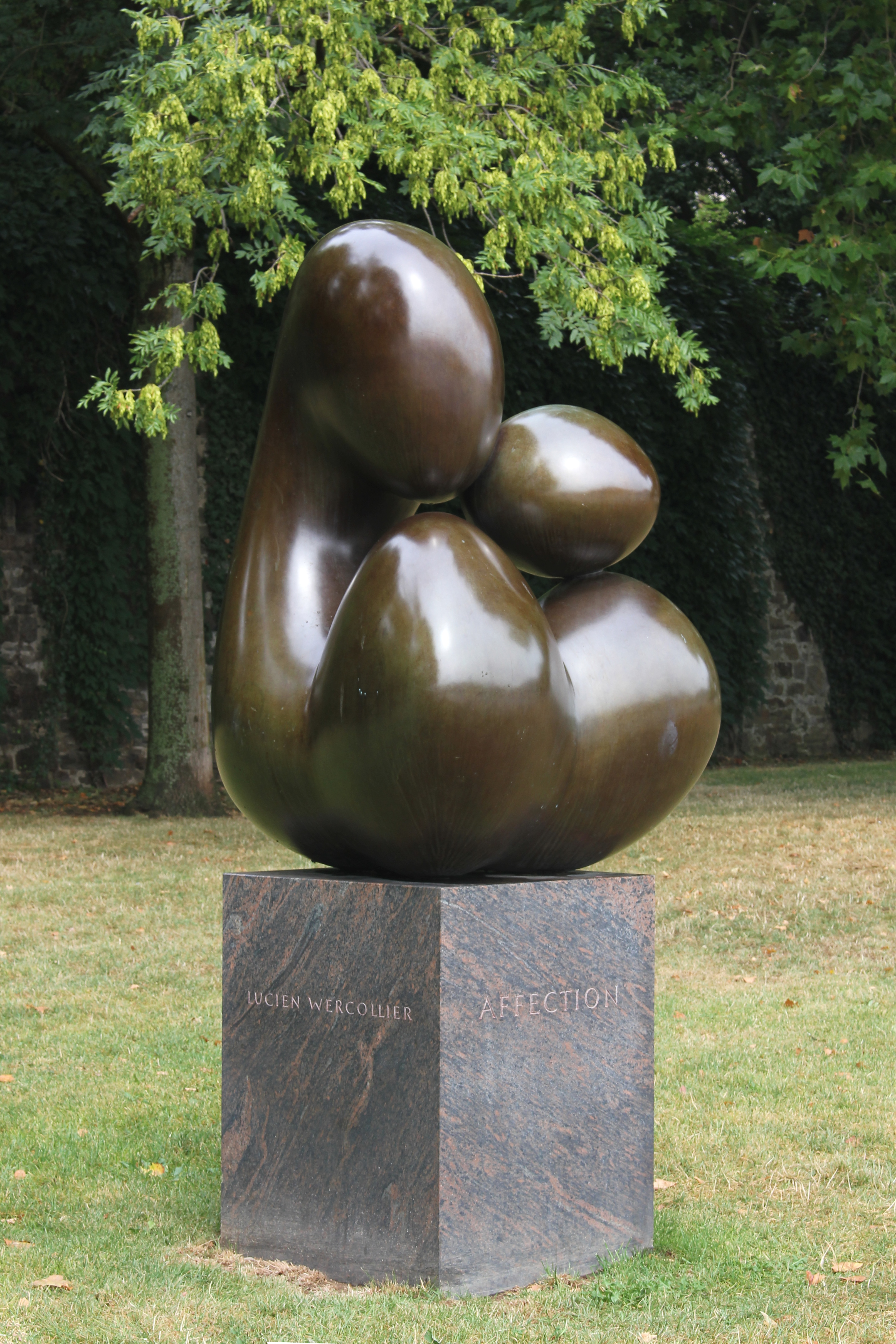
„Affection“ di Coblenza